# Bedřichov (Oskava)
Bedřichov (německy Friedrichsdorf) je vesnice, část obce Oskava v okrese Šumperk.

## Historie
První písemná zmínka o obci pochází z roku 1620.
V letech 1850–1950 byla samostatnou obcí a od roku 1961 se vesnice stala součástí obce Oskava.

## Kulturní památky
V katastru obce jsou evidovány tyto kulturní památky:
- zřícenina hradu Rabštejn – středověký hrad připomínaný v roce 1318 jako středisko panství; opuštěn koncem 17. století

Památky nechráněné zákonem:
- kostel svatého Bedřicha – novogotická stavba z roku 1869